# 西本博嗣
西本 博嗣（にしもと ひろつぐ、1970年10月20日 - ）は、日本の実業家。元ノーリツ鋼機代表取締役社長。

## 人物・経歴
和歌山県出身。趣味は旅、ゲーム、アニメ、囲碁、バスケ。
- 1993年 - 近畿大学商経学部卒業
- 1993年 - ノーリツ鋼機入社。
- 2006年 - ノーリツ鋼機退社。
- 2007年 - 西本興産取締役。
- 2008年 - 西本興産専務取締役。
- 2009年 - ノーリツ鋼機代表取締役専務。
- 2010年 - ノーリツ鋼機代表取締役社長。
- 2018年 - ノーリツ鋼機会長。